# 三國殺Online
《三國殺Online》是基于纸牌游戏三国杀的一款网络游戏。

## 发展史
- 本作最初由游卡桌游授权荣耀科艺开发并由游卡桌游运营，于2008年12月11日开始封测[1]。
- 2009年12月27日，盛大网络旗下全资子公司边锋游戏正式接手运营《三國殺Online》，在原版客户端游戏基础上增加网页版游戏，分为Adobe AIR桌面版和网页版两个版本，并展开内测[2]。
- 2011年3月29日，游戏正式宣布更新军争篇，版本号升至2.0。由于客户端版本要在4月28日才能开放新版，因此老客户端版在此期间无法登录游戏。官方为此专门开设老版客户端怀旧区，直到新版客户端发布。
- 2011年7月22日，本作宣布停止开发客户端版，将全部精力转移到网页版和Adobe AIR桌面版的开发维护上。
- 2012年1月19日，台湾游戏厂商遊戲新幹線宣布取得本作台港澳代理权[3]，预计2月开始营运，並在2月21日開始公測[4]。
- 2012年4月9日，浙报传媒公布了总价35亿的收购方案，拟收购盛大集团旗下盛大网络旗下全资子公司杭州边锋和上海浩方两家游戏公司100%股权。2012年12月19日，浙报传媒公布了二次修订后方案，拟通过定向增发与自筹资金方式收购杭州边锋、上海浩方各100%股权。2013年1月25日，浙报传媒集团股份有限公司用于收购边锋网络和浩方在线100%股权非公开发行A股股票的申请获得中国证券监督管理委员会发行审核委员会通过。自此，三國殺Online已不隶属于盛大集团旗下产品。但目前边锋游戏和盛大网络仍属平台合作关系，共享盛大通行证帐号、客户服务等系统。
- 2013年3月7日，边锋游戏宣布，因业务发展需要，2013年12月31日起《三國殺Online》将于停止盛大点券在游戏内的流通使用而改用边锋集团的游戏货币。
- 2013年3月19日，游戏货币“铜钱”正式被取消，同时新增游戏货币“银两”，更新后玩家剩余的旧游戏货币可按比例兑换为新游戏货币。[5]
- 2014年6月30日，遊戲新幹線宣布，台港澳版本的《三國殺Online》将于2014年7月31日停止营运。[6]
- 2016年1月20日，据浙报传媒发布的官方公告，集团将分拆三国杀业务，拟由杭州边锋与三国杀业务管理团队共同成立合资公司杭州游卡网络技术有限公司(以下简称杭州游卡)，独立运作三国杀桌游及相关业务(包含三国杀桌游、三国杀OL、手机三国杀、三国杀英雄传等)。
- 2018年9月17日，推出《三国杀十周年》。
- 2018年12月21日，推出海外移動端版《三國殺繁體版》，英文名為。
- 2021年12月17日，《三国杀十周年》上線於Steam。

## 游戏模式
以下为PC版的游戏模式：
| 模式   | 名称            | 身份                | 卡牌扩展            | 武将扩展                          | 限制                                | 场次      |
| 身份场 | 6人标准（新手） | 1主 1忠 3反1内      | 标                  | 标                                | 无                                  | 自由      |
| 身份场 | 8人标准         | 1主 2忠 4反 1内     | 标 EX               | 标 风                             | ＞20级且开通15名武将（含标风）      | 自由      |
| 身份场 | 8人军争         | 1主 2忠 4反 1内     | 标 EX 军争          | 标 风 火 林 山 SP 一将 界 神 特殊 | ＞40级且开通25名标准包和7名风包武将 | 自由 至尊 |
| 演武场 | 标准演武        | -                   | 标 EX               | 标 风                             | -                                   | 自由      |
| 演武场 | 军争演武        | -                   | 标 EX 军            | 标 风 火 林 山 SP 一将 界 神 特殊 | ＞20级                              | 自由      |
| 演武场 | 4V4演武         | -                   | 标 EX 军争          | 4V4专属武将（定期调整）           | ＞60级                              | 自由      |
| 演武场 | 欢乐演武        | -                   | 标 EX 军争          | 全部身份武将                      | ＞20级且开通25名标准包和7名风包武将 | 自由      |
| 演武场 | 国战演武        | -                   | 国战专属            | 国战专属                          | ＞20级且开通25名标准包和7名风包武将 | 自由      |
| 欢乐场 | 欢乐成双        | 2人对抗2人          | 标 EX 军争          | 全部身份武将                      | ＞40级且开通25名标准包和7名风包武将 | 自由      |
| 欢乐场 | 新1V1           | 2人对抗             | 新1V1专属卡牌       | 新1V1专属武将                     | ＞50级且开通25名标准包和7名风包武将 | 自由      |
| 欢乐场 | 统率三军        | 一人控制3名武将对抗 | 3V3专用卡牌（S3版） | 3V3专用武将（S3版）               | ＞60级                              | 自由      |
| 欢乐场 | 怀旧场          | -                   | -                   | -                                 | 开通25名标准包和7名风包武将         | 自由      |
| 国战   | 国战            | 4-8人身份模式       | 国战专用            | 标（无闪电）                      | ＞80级且开通25名标准包和7名风包武将 | 中级      |
| 竞技场 | 天梯新1V1       | 2人对抗             | 军争 （无闪电）     | 风                                | ＞20级                              | 根据赛季  |
| 竞技场 | 排位模式4V4     | -                   | -                   | -                                 | ＞60级                              | 根据赛季  |
| 活动场 | 年兽            | -                   | -                   | -                                 | -                                   | 根据赛季  |

## 选将数量
- 由于网络游戏的特殊性，三國殺Online的可选武将数量，和本作的桌游版规则略有不同。
  - 主公：9+3名
  - 忠臣：4名
  - 反贼：3名
  - 内：5名
  - 国战：4名
- 只能选择免费武将和已开通的武将。在主公选将默认的9名中，若未开通的则无法选取。
- VIP1-2可以额外增加1名选将；VIP3-5可以额外增加2名选将；VIP6-7可以额外增加3名选将。

## 官职系统
- 该系统为三國殺Online特色系统之一，主要用以直观地表达玩家在不同模式游戏下的积分等级。
  - 文官官职的获得是以文功为经验值得到的，文功为8人局场的专用经验值，共有-3～50级。
  - 武官官职的获得是以武勋为经验值得到的，武勋为3v3场的专用经验，共有-3～50级。
  - 武士官职的获得是以勇武为经验值得到的，勇武为1v1场的专用经验值，共有-3～20级。
- 2.54版已取消官职系统，并将专用经验值扩展至文功（对应身份场）、武力（对应1v1场）、威望（对应国战场）、魅力（对应欢乐场）、魄力（对应血战场）、统率（对应3v3场）6项。

## 战功系统
- 战功系统为三國殺Online特色系统之一，主要用以表示玩家在游戏中达成的特殊操作，类似于一般游戏中的成就。
- 三國殺Online的战功主要分为：综合类战功、3V3战功、1V1战功、武将类战功、活动战功。
- 每个战功所计的战功点有所不同。
- 战功的结算条件各有不同，若对应战功未被解锁，即使完成了达成条件，亦不能获得此战功。

## 評價
《三國殺Online》日後的充值系統、遊戲失衡、多平台伺服、運營不力等原因逐漸成為玩家的批評主對象，自衍生作《三國殺十週年》於2021年尾在Steam上市之後，獲得90%以上惡評，並進入「糞作名人堂」榜首。2023年8月11日被守望先锋“归来”佔據榜首。但2023年10月13日，在中國玩家持续的差评轰炸下，《三国杀十週年》以9%的好评率重回Steam差评榜榜首。

## 註释
1. ↑  xialin. . 游卡桌游. 2008-12-09  [2010-07-21].[永久]
2. ↑  . 官网新闻. 2009-12-27  [2010-07-21].[永久]
3. ↑  巴哈姆特. . 巴哈姆特電玩資訊站.   [2020-06-15]. （原始内容存档于2020-06-15）.
4. ↑  巴哈姆特. . 巴哈姆特電玩資訊站.   [2020-06-15]. （原始内容存档于2020-06-15）.
5. ↑  . 官网新闻. 2013-03-19  [2013-03-09].[永久]
6. ↑  《三國殺》終止營運公告[永久]
7. 1 2 3 4 5 6  除华雄、袁术、于吉外。
8. ↑  除神将、左慈、袁术、SP袁术、SP关羽外。
9. ↑  除神将、左慈、袁术、SP袁术、SP关羽、SP贾诩外。
10. ↑  . yahoo. 2021-12-22  [2021-12-22] （中文（臺灣））.